# ایتالیا در قرون وسطی

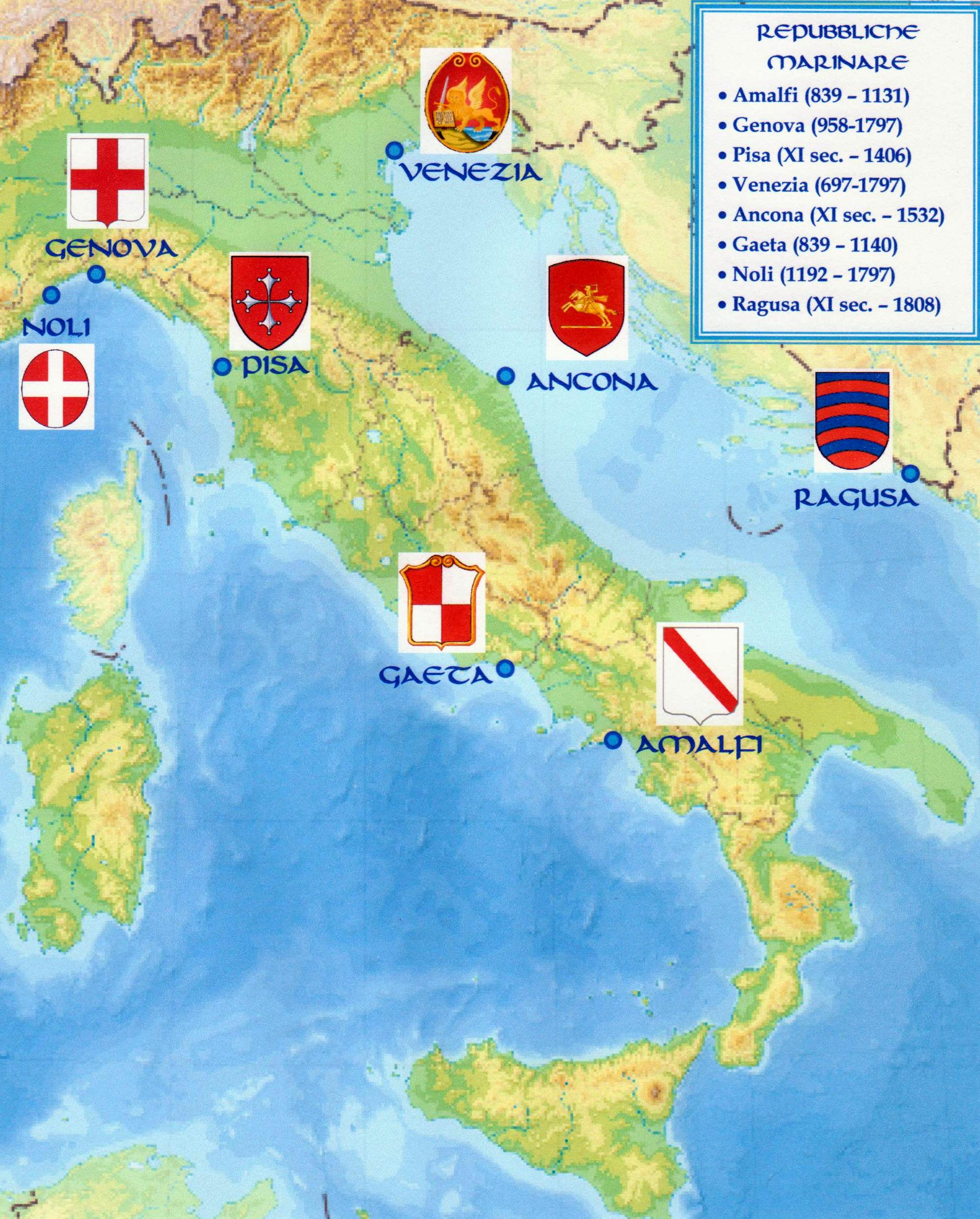
جمهوری‌های دریایی ایتالیا در قرون وسطی

ایتالیا در قرون وسطی (انگلیسی: Italy in the Middle Ages)، به دوره از تاریخ ایتالیا گفته می‌شود که پس فروپاشی امپراتوری روم تا رنسانس ایتالیا ادامه یافت. طی این دوره ایتالیا ابتدا درگیر اقوام ژرمن، سپس دوره پادشاهی شارلمانی و در ادامه امپراتوری مقدس روم و تشکیل دولت‌شهرهای مستقلی همچون ونیز، پیزا، جنوا و میلان و … شد و پس از بازگشت میراث کلاسیک به اروپا و ایتالیا، رنسانس ایتالیایی آغاز شد.